# Franklin Tebo Uchenna
Franklin Degaulle Tebo Uchenna (15 gennaio 2000) è un calciatore nigeriano, difensore della Stella Rossa.

## Carriera

### Club
Cresciuto nel settore giovanile del Nasarawa United, debutta in prima squadra il 10 novembre 2019 in occasione dell'incontro di Professional Football League perso 1-0 contro il Wikki Tourists.
Il 7 agosto 2021 viene ceduto in prestito con opzione all'Häcken ed il 26 settembre debutta in Allsvenskan nel match pareggiato 1-1 contro l'Hammarby; Il 17 dicembre il club svedese esercita il diritto di riscatto acquisendo il giocatore a titolo definitivo con un contratto fino al 2025.
Il 31 agosto 2023 passa ai norvegesi del Sarpsborg 08, per cui firma un contratto valido fino al 30 giugno 2027.
Il 15 agosto 2025 viene reso noto il trasferimento ai serbi della Stella Rossa.

### Nazionale
Debutta con la nazionale nigeriana il 3 luglio 2021 in occasione dell'amichevole persa 4-0 contro il Messico.

## Statistiche
Statistiche aggiornate al 9 gennaio 2022.

### Presenze e reti nei club
| Stagione        | Squadra         | Campionato      | Campionato | Campionato | Coppe nazionali | Coppe nazionali | Coppe nazionali | Coppe continentali | Coppe continentali | Coppe continentali | Altre coppe | Altre coppe | Altre coppe | Totale | Totale | Totale |
| Stagione        | Squadra         | Comp            | Pres       | Reti       | Comp            | Pres            | Reti            | Comp               | Pres               | Reti               | Comp        | Pres        | Reti        | Pres   | Reti   |        |
| --------------- | --------------- | --------------- | ---------- | ---------- | --------------- | --------------- | --------------- | ------------------ | ------------------ | ------------------ | ----------- | ----------- | ----------- | ------ | ------ | ------ |
| 2019-2020       | Nasarawa United | PFL             | 9          | 0          | CN              | 0               | 0               |                    | -                  | -                  |             | -           | -           | 9      | 0      |        |
| 2020-2021       | Nasarawa United | PFL             | 28         | 0          | CN              | 0               | 0               |                    | -                  | -                  |             | -           | -           | 28     | 0      |        |
| 2021            | Häcken          | A               | 5          | 0          | CS              | 0               | 0               |                    | -                  | -                  |             | -           | -           | 5      | 0      |        |
| Totale carriera | Totale carriera | Totale carriera | 42         | 0          |                 | 0               | 0               |                    | -                  | -                  |             | -           | -           | 42     | 0      |        |

### Cronologia presenze e reti in nazionale
| Cronologia completa delle presenze e delle reti in nazionale ― Nigeria | Cronologia completa delle presenze e delle reti in nazionale ― Nigeria | Cronologia completa delle presenze e delle reti in nazionale ― Nigeria | Cronologia completa delle presenze e delle reti in nazionale ― Nigeria | Cronologia completa delle presenze e delle reti in nazionale ― Nigeria | Cronologia completa delle presenze e delle reti in nazionale ― Nigeria | Cronologia completa delle presenze e delle reti in nazionale ― Nigeria | Cronologia completa delle presenze e delle reti in nazionale ― Nigeria |
| Data                                                                   | Città                                                                  | In casa                                                                | Risultato                                                              | Ospiti                                                                 | Competizione                                                           | Reti                                                                   | Note                                                                   |
| ---------------------------------------------------------------------- | ---------------------------------------------------------------------- | ---------------------------------------------------------------------- | ---------------------------------------------------------------------- | ---------------------------------------------------------------------- | ---------------------------------------------------------------------- | ---------------------------------------------------------------------- | ---------------------------------------------------------------------- |
| 3-7-2021                                                               | Los Angeles                                                            | Messico                                                                | 4 – 0                                                                  | Nigeria                                                                | Amichevole                                                             | -                                                                      | 66’                                                                    |
| Totale                                                                 |                                                                        | Presenze                                                               | 1                                                                      |                                                                        | Reti                                                                   | 0                                                                      |                                                                        |

## Palmarès

### Club

#### Competizioni nazionali
- Campionato svedese: 1

Häcken: 2022
- Coppa di Svezia: 1

Häcken: 2022-2023